# Shake Mortaja
Shake Mortaja (* 30. Januar 1981) ist ein ehemaliger indischer Sprinter, der sich auf den 400-Meter-Lauf spezialisiert hatte.

## Sportliche Laufbahn
Erste internationale Erfahrungen sammelte Shake Mortaja im Jahr 2007, als er bei den Asienmeisterschaften in Amman in 3:07,94 min die Bronzemedaille hinter den Teams aus Saudi-Arabien und Sri Lanka gewann. Anschließend erreichte er bei den Militärweltspielen in Hyderabad das Halbfinale im 400-Meter-Lauf und schied dort mit 46,50 s aus. 2009 belegte er bei den Asienmeisterschaften in Guangzhou in 47,36 s den fünften Platz und gewann mit der Staffel in 3:06,83 min die Bronzemedaille hinter Japan und China. 2010 gewann er bei den Südasienspielen in Dhaka in 47,53 s die Bronzemedaille hinter seinem Landsmann Bibin Mathew und Prasanna Amarasekara aus Sri Lanka und erreichte mit der Staffel in 3:08,62 min die Goldmedaille. Anschließend kam er bei den Commonwealth Games in Neu-Delhi nach 3:07,60 min auf Rang sieben und nahm anschließend an den Asienspielen in Guangzhou teil. Dort schied er mit 47,75 s in der ersten Runde aus und wurde mit der Staffel in 3:06,49 min Vierter. Bei den Leichtathletik-Asienmeisterschaften 2011 in Kōbe scheiterte er mit 47,63 s im Vorlauf und wurde mit der Staffel im Finale disqualifiziert. Anschließend gewann er bei den Militärweltspielen in Rio de Janeiro in 3:08,31 min die Bronzemedaille mit der Staffel hinter Polen und Kenia. 2013 bestritt er in Chennai seinen letzten Wettkampf und beendete seine aktive sportliche Karriere im Alter von 32 Jahren.
2009 wurde Mortaja indischer Meister im 400-Meter-Lauf und 2012 siegte er in der 4-mal-400-Meter-Staffel.

## Persönliche Bestzeiten
- 200 Meter: 22,21 s (+1,0 m/s), 6. April 2013 in Patiala
- 400 Meter: 46,50 s, 16. Oktober 2007 in Hyderabad